# Dicranella edentata
Dicranella edentata är en bladmossart som beskrevs av Mitten 1873. Dicranella edentata ingår i släktet jordmossor, och familjen Dicranaceae. Inga underarter finns listade i Catalogue of Life.